# 北条氏常盤亭跡
北条氏常盤亭跡（ほうじょうしときわていあと）は神奈川県鎌倉市常盤にある国指定文化財。常盤一族の屋敷跡。

## 概要
この遺跡は北条政村、北条義政、常盤時茂、常盤時範、常盤範貞らの邸宅跡である。
「常盤」の地には、鎌倉時代に北条氏一族の有力者が所領とし、その邸宅を構えた。『吾妻鏡』『建治三年記』『新後撰和歌集』にその記録を見ることができる。
『新編相模国風土記稿』をはじめ近世の地誌類はいずれも北条義時の子で執権・連署をつとめた北条政村の常盤の邸宅が営まれたと詳説し、また西半分には小字「殿入」という地名が残り、同『風土記稿』は政村の甥で連署をつとめた北条義政の邸宅があったという伝えを掲げている。
現在の特定場所を明示することは文献的に不可能であるが、他の切通にも北条氏の有力な一族の邸宅を配した事実とも考えあわせると、この鎌倉防衛上の要地である常盤の地に政村、時村や時茂、時範、範貞等のいわゆる常盤一族の邸宅が営まれたことは確実である。
昭和52年(1977年)に行われた発掘調査により、建物跡などが確認されその存在が証明された。
敷地内には門柱の跡ややぐら、法華堂跡が残る。